# Ferenc-Puskás-Statue

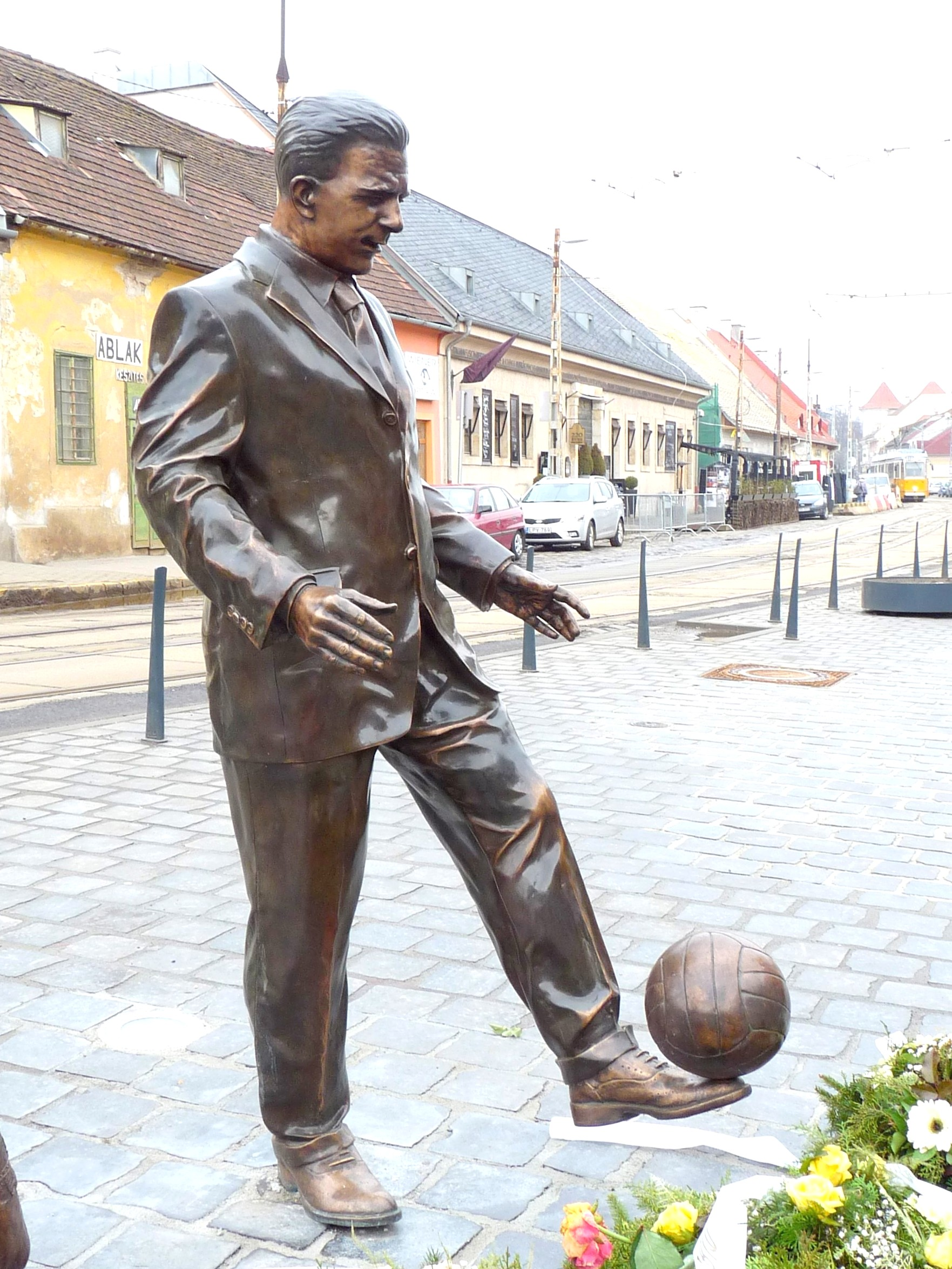
Ferenc Puskás im Zentrum der Ferenc-Puskás-Statue in Óbuda

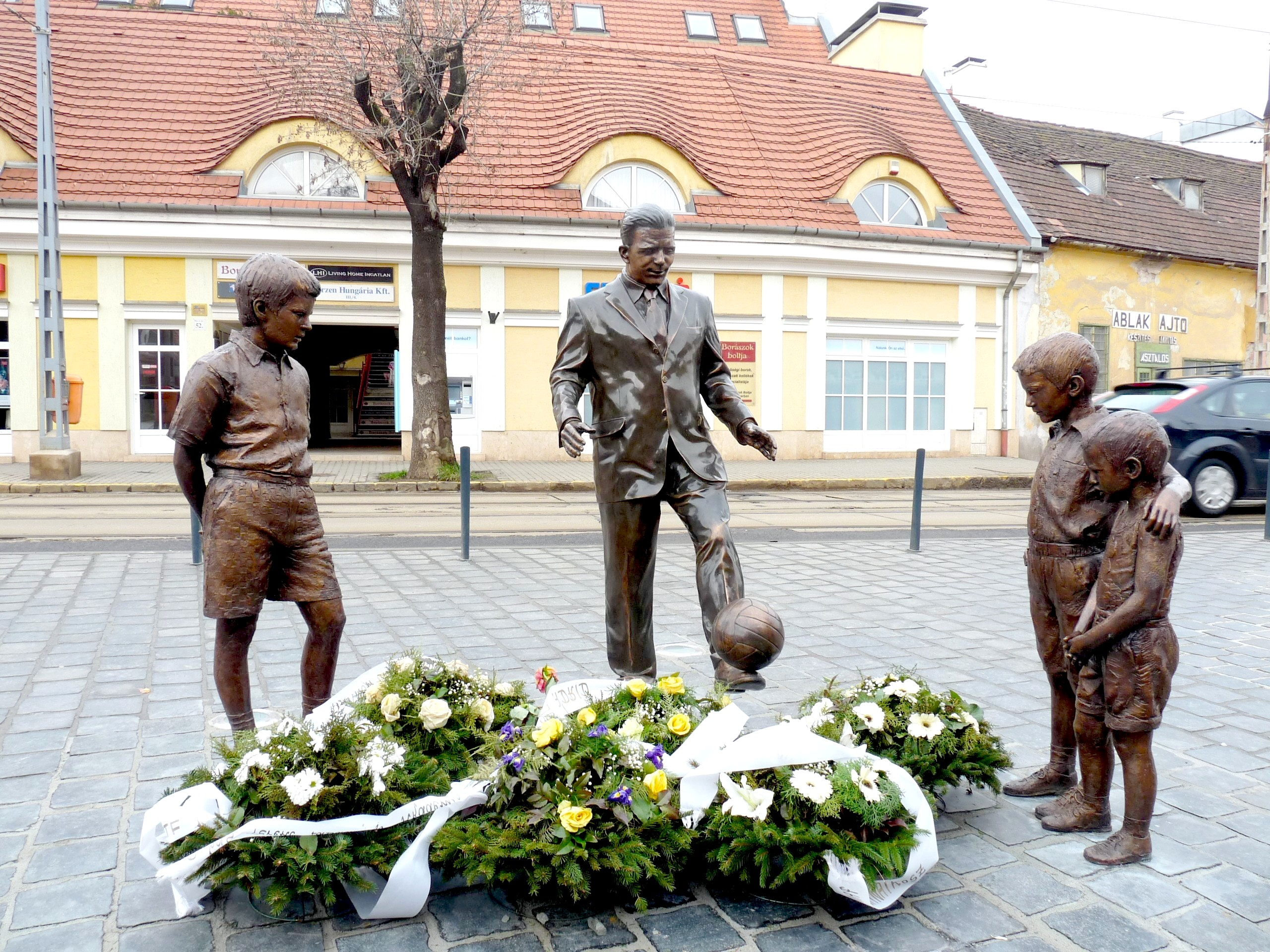
Ferenc-Puskás-Statue in Óbuda, Gesamtbild

Die Ferenc-Puskás-Statue ist eine von den beiden Bildhauern Gyula Pauer und Dávid Tóth geschaffene Bronzefigurengruppe, die den ungarisch-spanischen Fußballspieler Ferenc Puskás (1927–2006) im Kreise von Kindern darstellt. Die Statue befindet sich in Óbuda-Békásmegyer, dem III. Budapester Bezirk.

## Geschichte
Die Ferenc-Puskás-Statue wurde von der Gemeinde von Óbuda-Békásmegyer und der Óbuda-Pújlak Community Association initiiert. Verschiedene Unternehmen und private Sponsoren waren an der Errichtung der Statue beteiligt. Mit der Ausführung wurden die beiden Bildhauer Gyula Pauer, für die Darstellung von Puskás und David Tóth, für die Darstellung der Kinder beauftragt. Als Vorlage diente ein Foto, das Puskás auf dem Las-Ventas-Platz (Plaza de Toros de Las Ventas) in Madrid mit einer Gruppe von Kindern zeigt, denen er spontan seine fußballerischen Fertigkeiten demonstriert. Die Skulpturengruppe wurde am 28. März 2013 von der Witwe von Ferenc Puskás unter Mitwirkung des Bürgermeisters von Óbuda-Békásmegyer Balázs Bús und des Ehrenvorsitzenden des ungarischen Fußballverbands György Szepesi enthüllt. An dem Festakt nahmen weitere prominente Gäste sowie ehemalige Mitspieler von Puskás, beispielsweise Ferenc Kovács sowie eine große Fangemeinde des Fußballstars teil. Repräsentanten seines ehemaligen Vereins Real Madrid sowie der Puskás Akadémia FC legten Kränze nieder.

## Beschreibung
Die etwa lebensgroße, aus Bronze hergestellte Skulpturengruppe steht direkt auf dem Straßenpflaster, auf eine Plinthe oder einen Sockel wurde verzichtet. Ferenc Puskás ist mit einem eleganten Anzug und Straßenschuhen gekleidet und trägt eine Krawatte. Mit dem leicht angehobenen linken Fuß balanciert er einen Fußball. Drei neben ihm stehende, einfach gekleidete Kinder bewundern ehrfürchtig diese Demonstration seiner fußballerischen Kunst.

## Weitere Ferenc-Puskás-Skulpturen

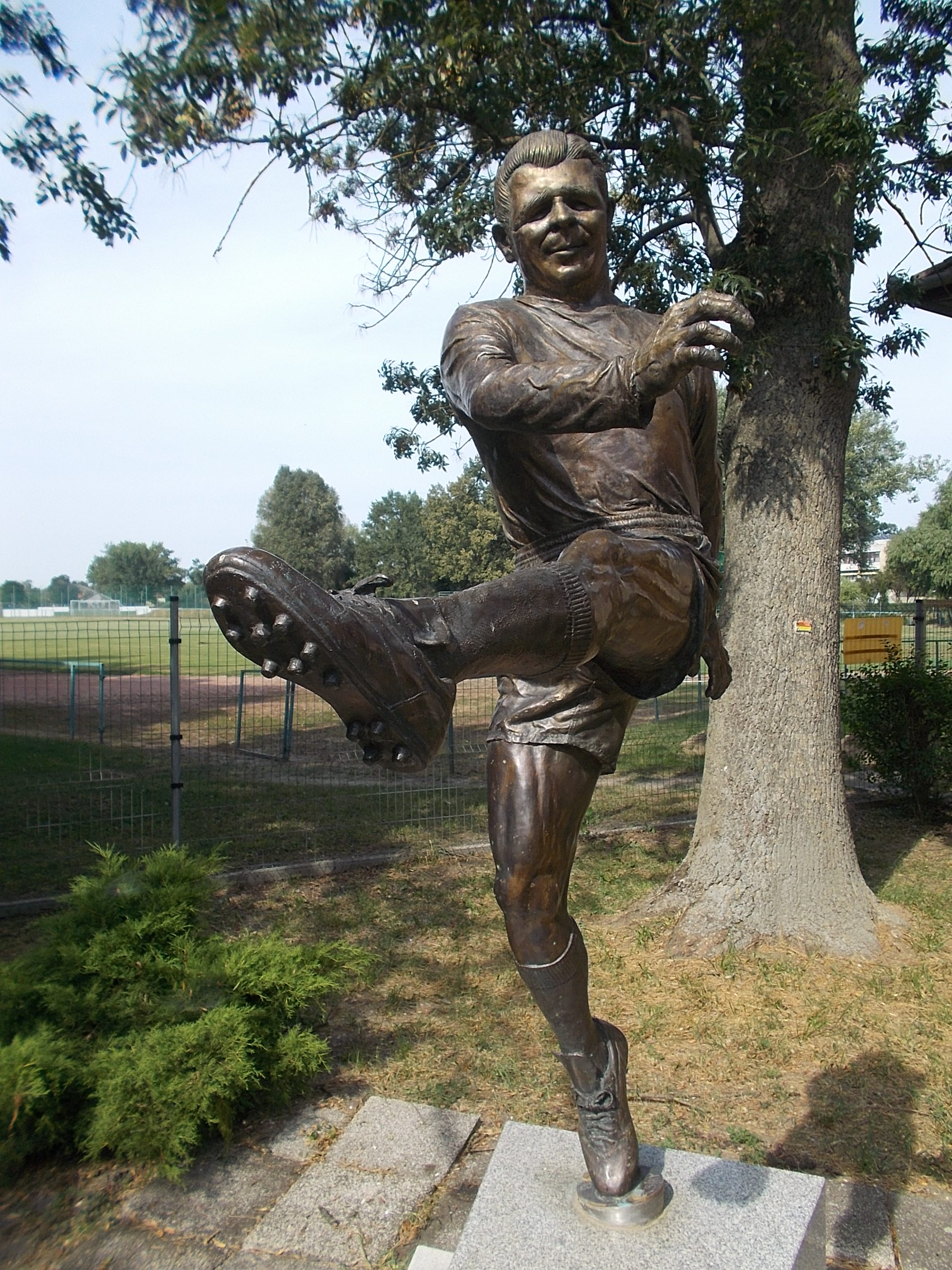
Puskás-Statue in Szentes

Eine von dem Bildhauer László Csíky geschaffene Statue aus Bronze, die Puskás in voller fußballerischer Aktion darstellt, befindet sich in Szentes im Komitat Csongrád-Csanád.
Neben dem Köki Terminál, einem großen Einkaufszentrum in XIX. Budapester Bezirk ist eine von dem Bildhauer Lajos Kristóf ebenfalls aus Bronze angefertigte Büste von Puskás aufgestellt.